# Jaap Sinninghe Damsté
Jaap Sinninghe Damsté (Baarn, 1 januari 1959) is een Nederlands paleontoloog. Hij is als hoogleraar moleculaire paleontologie verbonden aan de Universiteit Utrecht.

## Opleiding en werkzaamheden
Sinnighe Damsté voltooide in 1984 de studie analytische milieuchemie aan de Technische Universiteit Delft en in 1988 promoveerde hij aan dezelfde universiteit op het onderwerp organische geochemie. Hij ontving in 1993 de Pionier-subsidie van NWO waarna hij op Texel een onderzoeksgroep oprichtte onder het Koninklijk NIOZ. In het jaar 2002 werd hij aangesteld als  afdelingshoofd Mariene Biogeochemie en Toxicologie bij het Koninklijk Nederlands Instituut voor Onderzoek der Zee. en een jaar later werd hij aangesteld als hoogleraar moleculaire paleontologie aan de Universiteit Utrecht.

## Onderzoek
Hij verricht onderzoek naar chemische fossielen. Deze chemische fossielen zijn bepaalde componenten van sediment dat hij bestudeert. Met behulp van deze chemische fossielen maakt hij constructies van hoe het klimaat er vroeger uitzag. Hij publiceerde onder andere in de wetenschappelijke tijdschriften Science en Nature.

## Erkenning
In 2004 ontving hij de Spinozapremie voor zijn werk op het gebied van de biologie, geologie en de chemie. In 2005 werd hij lid van de Koninklijke Nederlandse Akademie van Wetenschappen, waar hij secretaris is van de sectie aardwetenschappen en adviseur bij de sectie biologie. In 2007 ontving hij de Vernadskymedaille.. In 2014 ontving hij de Dr. A.H. Heinekenprijs voor Milieuwetenschappen.
- Gemeinsame Normdatei: 1047956144
- International Standard Name Identifier: 0000 0003 9034 9312
- Nederlandse Thesaurus van Auteursnamen: 07401370X
- ORCID: 0000-0002-8683-1854
- ResearcherID: F-6128-2011
- Trove: 1542531
- Virtual International Authority File: 283928902